# Малые артиллерийские корабли проекта 1208
Малые артиллерийские и пограничные сторожевые корабли проекта 1208 «Слепень» — тип советских речных малых артиллерийских пограничных сторожевых кораблей.
Относятся к кораблям 4-го ранга.

## История

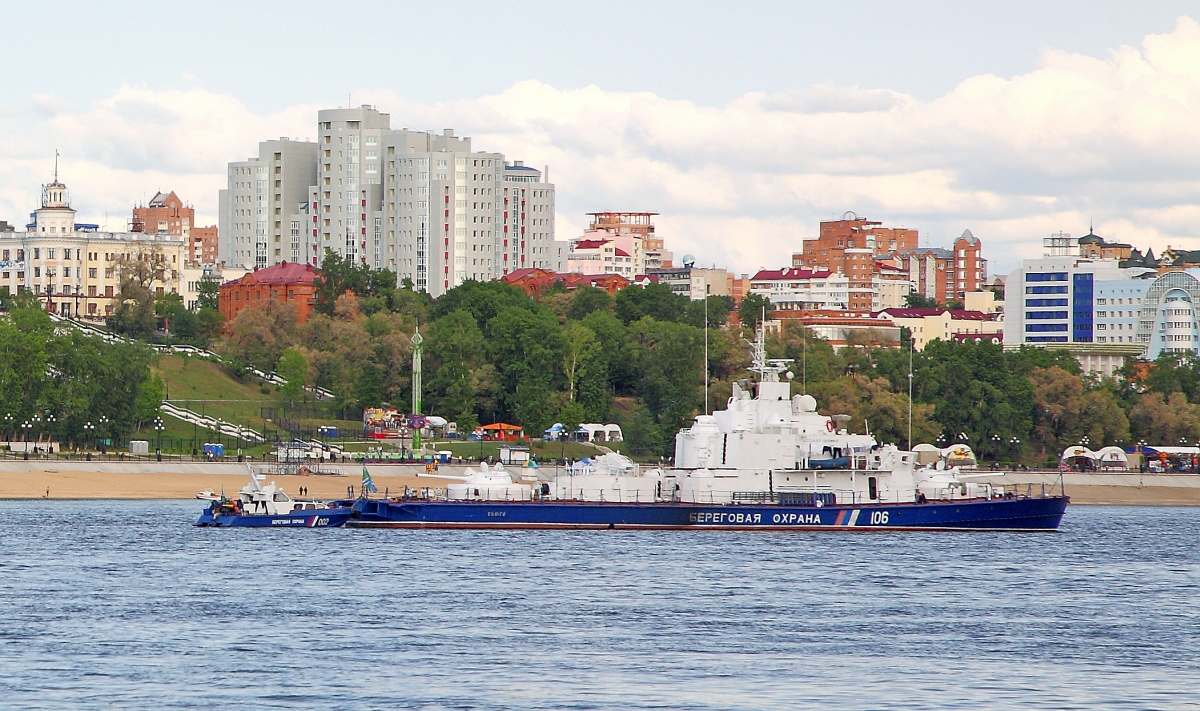
ПСКР Вьюга проекта 1208. 2009 год

В 1967 году в центральном морском конструкторском бюро «Алмаз» началась разработка речного малого артиллерийского пограничного сторожевого корабля проекта 1208 (МАК и ПСКР пр. 1208) шифр «Слепень». Главным конструктором назначен М. В. Кошкин. Проектирование первого послевоенного сторожевика задержалось из-за непостоянства взглядов во флоте на его вооружение и бронирование. В окончательном варианте как основное вооружение выбраны башни танка Т-55 со 100-мм пушкой Д-10ТС. На корабле установлены две башни: одна в носу, другая в корме. Как средства ПВО установлены два 30-мм шестиствольных автомата АК-630 с РЛС управления огнём «Вымпел» и ПЗРК «Стрела-2М». Основное вооружение дополняли две двуствольные крупнокалиберные башенные 12,7-мм пулемётные установки Утес-М, два 30-мм гранатомёта «Пламя» и 140-мм пусковая установка (ПУ) неуправляемого ракетного оружия (НРО) ПК-121М «Снег».
Корпус с ледокольным образованием в носу и с туннельным образованием в корме для защиты винторулевого комплекса. Желание сделать традиционный для речных мониторов низкий надводный борт для снижения поражаемой боковой площади, вступило в противоречие с потребными объёмами для размещения разнообразного вооружения. Компромисса не получилась. При малых размерах корабля объём первоначально задуманного корпуса оказался недостаточным для размещения всех корабельных постов. Пришлось резко увеличивать размеры надстроек и размещать вне корпуса в надстройках подбашенные части 100-мм орудий и 140-мм пусковую установку НРО «Снег» (погреба боезапаса). Даже на артиллерийских катерах проекта 1204 не дошло до этого. Это придало внешнему виду МАК проекта 1208 некоторую «тяжеловесность». В итого огромная трёхъярусная надстройка и подбашенные отсеки настолько увеличили поражаемую боковую поверхность, что «занижение» надводного борта оказалось малополезным. Броню использовали для защиты главного командного поста, погребов боезапаса (35 мм) и бортов (8-20мм). Главную энергетическую установку выполняли трёхвальной из дизелей М-504Б по 5000 лошадинных сил. Она обеспечивала скорость более 23 узлов. Полное водоизмещение достигало 450 тонн.
Мореходность обеспечивала использование корабля и его оружия при волнении до 4 баллов. Таким образом, этот корабль мог действовать и в прибрежных морских районах.

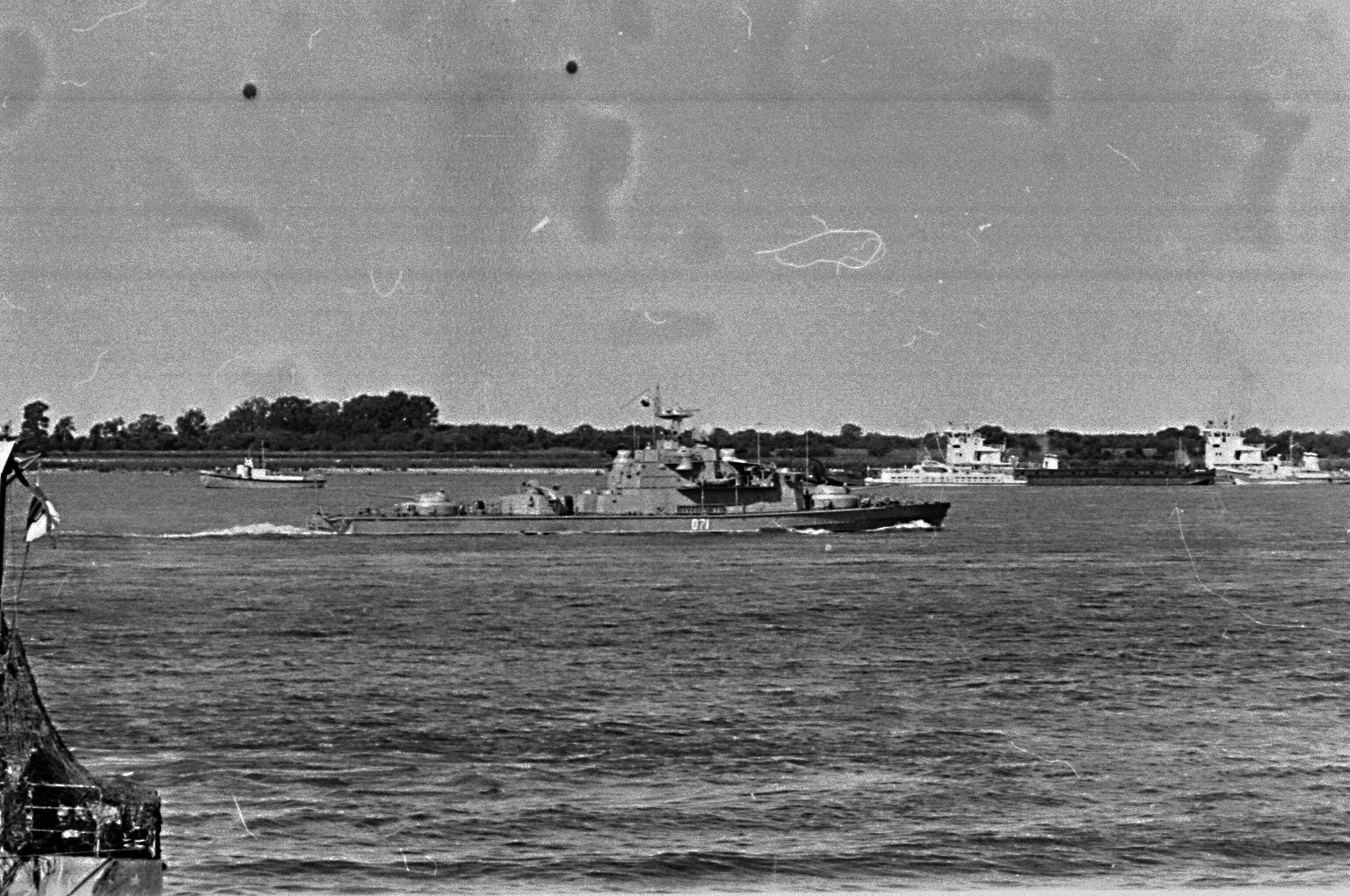
ПСКР им. 60-летия ПВ. 1986 год

Головной корабль проекта 1208 МАК-2 построен на Хабаровском судостроительном заводе и вошёл в строй в 1975 году. Вся серия из 11 МАК построена до 1985 года. Три корабля этого проекта были переданы морским частям погранвойск.
В эксплуатации этих кораблей выяснилась одна их особенность. На больших ходах образовывалась большая волна, которая разбрасывала мелкие суда нарушителей границы, что очень понравилось пограничникам. Эти МАК им нравились и по другим качествам. По этой причине специально для морских частей погранвойск принято решение построить серию МАК несколько меньшего водоизмещения. В 1975 году выдано тактико-техническое задание Зеленодольскому проектно-конструкторскому бюро (ПКБ) на проектирование МАК пр. 1248 шифр «Москит», с сокращённым вдвое составом вооружения по сравнению с пр. 1208. Головной корабль пр. 1248 ПСКР-300 построен на Сретенском ССЗ в 1979 году. Вся серия из 11 кораблей построена с 1979 по 1984 годы. Кроме того, для штабных и управленческих целей построено 8 кораблей пр. 1249 в корпусе пр. 1248 на Хабаровском ССЗ с 1979 по 1984 год. Вооружение этих кораблей включало только ПЗРК, 30-мм автомат и 30-мм гранатомёт. Проектирование этих кораблей тоже выполнено Зеленодольским ПКБ по ТТЗ, выданному в 1975 году.

## Характеристики
- Длина максимальная — 55,1 м[3][2][5]
- Ширина максимальная — 9,14 м[3][2][5]
- Высота борта — 3,81 м в носу; 2,93 — в средине корабля; 3,07 — в корме[5]
- Осадка средняя — 1,44 м[3][2][5]
- Бронирование, мм — корпуса (у машинных отделений, погребов 140-мм ракет и 100-мм снарядов) 8-20 мм, главного командного поста, верхней палубы и погребов боекомплекта — 35 мм (цитадель); верхней палубы — 35 (цитадель); барбетов башен — 35; башни Т-55 — 80-200 мм[3][2]
- Главная энергетическая установка — 3 дизеля М-504Б по 3800[2]—5000[5] л. с.

## Корабли

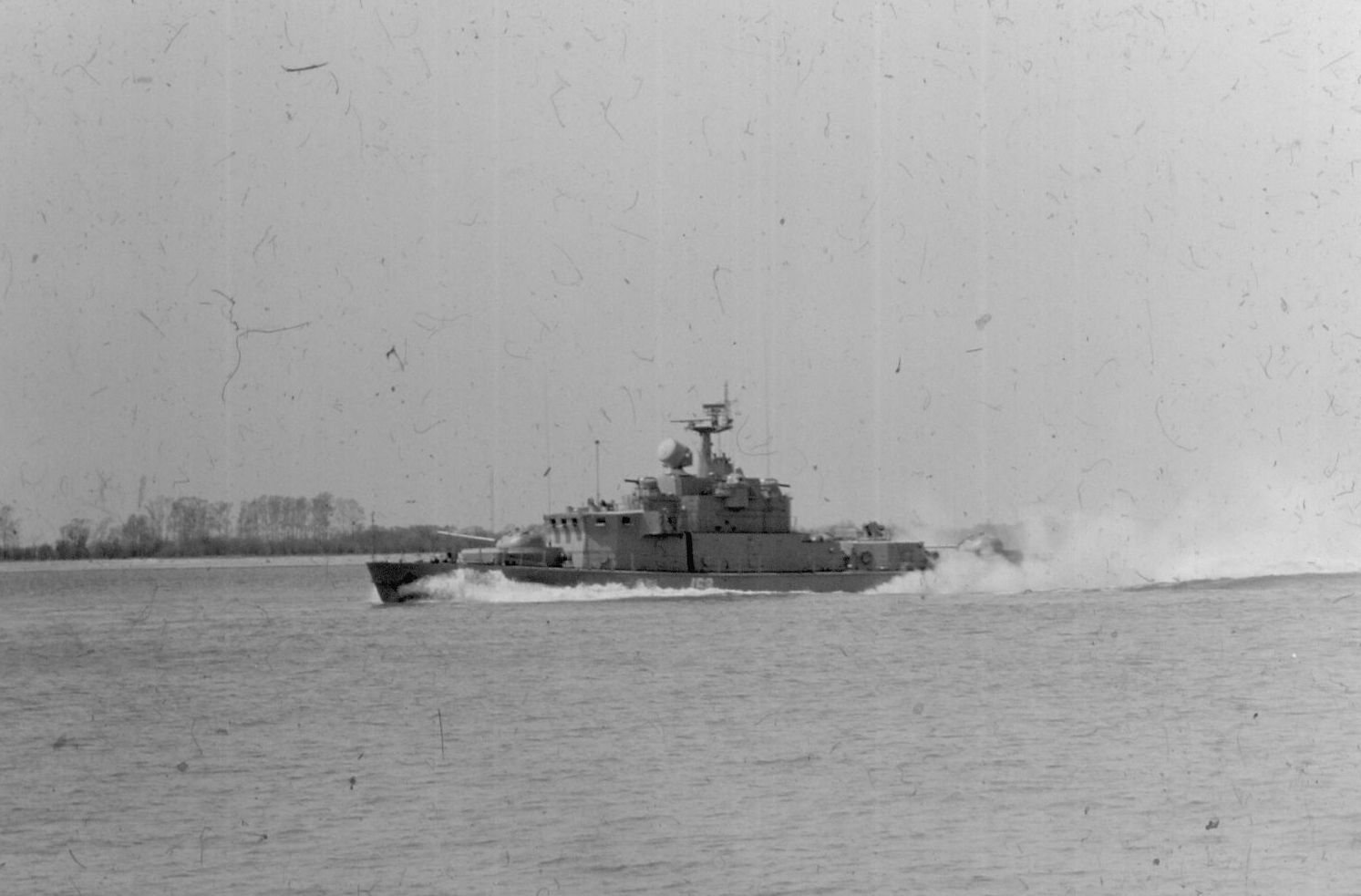
МАК-2 проекта 1208. 1982 год

1. — МАК-2; ССЗ им. 60-летия СССР, Хабаровск; в строй 10.9.1975; с 13.08.1995 — «Гроза»
2. — МАК-3; ССЗ им. 60-летия СССР, г. Хабаровск; 24.08.1982; с 13.08.1995 — «Ураган»
3. — МАК-4; ССЗ им. 60-летия СССР, г. Хабаровск; 30.07.1977; с 13.08.1995 — «Тайфун»
4. — МАК-6; ССЗ им. 60-летия СССР, г. Хабаровск; 30.09.1976; с 13.08.1995 — «Смерч»
5. — МАК-7; ССЗ им. 60-летия СССР, г. Хабаровск; 30.09.1978; с 13.08.1995 — «Шторм»"
6. — «Имени 60-летия Октября»; ССЗ Хабаровск; 28.10.1977; с 1.12.1993 — «Хабаровск»
7. — «Имени 60-летия ВЧК»; ССЗ им. 60-летия СССР, Хабаровск. 28.06.1979; с 1.12.1993 — «Благовещенск»
8. — «Имени 60-летия погранвойск»; ССЗ Хабаровск; 8.07.1979; Списан в 2002 году
9. — «Хабаровский комсомолец»; ССЗ им. 60-летия СССР, Хабаровск; 27.06.1980; с 15.02.1992 — «МАК-8», с 13.08.1995 — «Вихрь»
10. — МАК-10; ССЗ им. 60-летия СССР, г. Хабаровск; 30.05.1981; с 13.08.1995 — «Шквал»
11. — МАК-11; ССЗ им. 60-летия СССР, г. Хабаровск; 17.08.1984; с 13.08.1995 — «Вьюга»

## Оценка
Зарубежные аналоги советским бронекатерам и малым артиллерийским кораблям проектов 191М, 1204, 1208 и 1248 или уступали им, или отсутствовали.
Некоторые специалисты утверждают, что с появлением амфибийных кораблей на воздушной подушке с артиллерийским вооружением и созданием для сухопутных войск большого количества плавающей бронированной техники и оружия с новыми, «высокоинтеллектуальными» системами наведения, необходимость строительства речных бронированных кораблей и катеров отпала. Но это можно рассматривать как очередной экстремальный взгляд, от которых постоянно страдал ВМФ СССР.